# Mobula birostris
La mantarraya, manta raya o manta gigante (Mobula birostris) es un pez cartilaginoso, como los tiburones (elasmobranquios), que pertenece al orden Myliobatiformes y a la familia Mobulidae. Son filtradoras aunque consumen también peces pequeños como presas ocasionales. Las mantas gigantes se reconocen fácilmente por sus características aletas pectorales largas y triangulares. Presentan una espina caudal que esta recubierta de piel, por lo cual a diferencia sus primas lejanas, las rayas, no la utilizan como medio de defensa. Además presentan dos apéndices a los lados de la boca conocidos como lóbulos cefálicos que utilizan para dirigir el alimento a su boca.
Hasta 2017, la manta gigante estaba clasificada en el género Manta, junto con la manta de arrecife (Mobula alfredi). Estudios de ADN revelaron que ambas especies están más estrechamente relacionadas con las rayas del género Mobula y como resultado, las mantas gigantes fueron reasignadas  al género Mobula.

## Hábitat
Las mantas gigantes se caracterizan por tener una distribución tropical y subtropical tanto en el Pacífico como en el Atlántico. Es común observarlas en áreas de alta productividad, así como en islas oceánicas y montañas marina. Su distribución comprende, en el Hemisferio Norte, las aguas de California, Rhode Island, Florida  y Hawái en los Estados Unidos, la Península de Sinaí en Egipto,  Aomori en Japón, las Islas Azores en Portugal, Islas Maldivas, en la Península de Baja California, Nayarit, Oaxaca, Península de  Yucatán  y Mar Caribe en México. En el Hemisferio Sur su distribución ocurre en las aguas de Perú, Uruguay, Brasil, Sudáfrica y Nueva Zelanda.

## Comportamiento

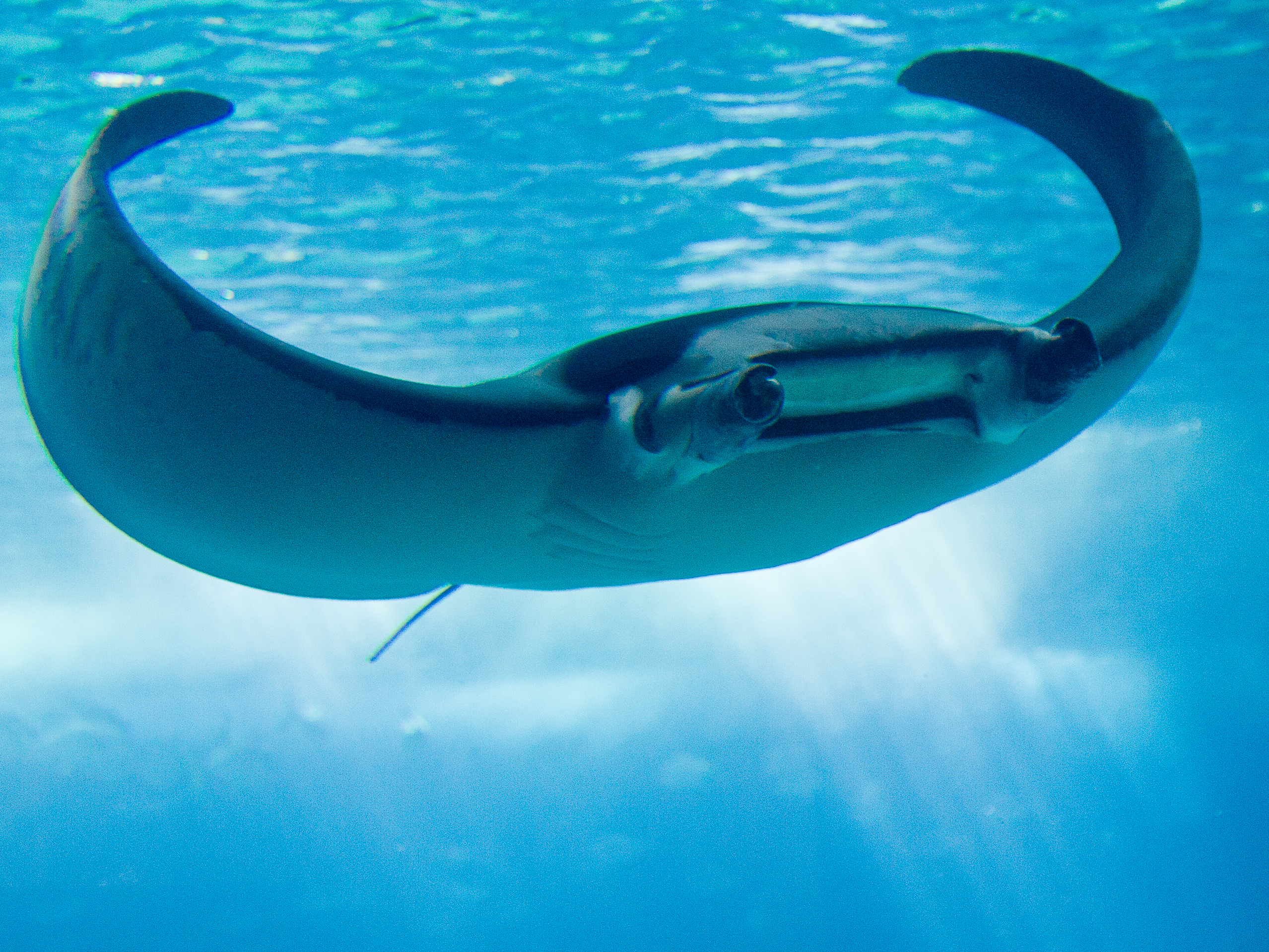
En el Oceanario de Lisboa.

Al igual que los tiburones o delfines, realizan saltos fuera del agua. Se han observado tres tipos de saltos: salto hacia delante cayendo de cabeza, salto hacia delante cayendo con la cola y voltereta. Las razones por las que hacen esto podrían ser: como método de huida ante sus predadores, para quitarse ellas mismas los parásitos y para comunicarse con otras rayas (el ruido provocado al chocar contra la superficie del agua se puede oír y ver desde varios kilómetros de distancia). Los machos podrían hacerlo también como parte del cortejo, para demostrar su fortaleza o quizás sea simplemente una forma de juego. Van a estaciones de limpieza de peces específicos para quitarse los parásitos.

## Reproducción
Es similar a la de algunos tiburones. El macho dispone de un órgano conocido como gonoptarigio que se desarrolla a lo largo de la parte interior pélvica; cada uno tiene un conducto a través del cual el esperma se transfiere a la hembra, donde se produce la fertilización.
Son ovivíparas (vivíparo aplacentado), aunque no ponen huevos como las aves,  el embrión comienza su desarrollo alimentándose del vitelo y después la madre suministra a este más alimento. Suelen tener una o dos crías pero se desconoce cuándo y dónde las paren, aunque los pocos registros que existen al respecto indican que lo hacen en aguas poco profundas y que las crías miden entre 1,2 y 1,5 m al nacer. Se estima que transcurre un año antes de un nuevo embarazo. Se estima que las mantas pueden vivir cerca de unos 50 años o más.
En 2007, en el acuario Churaumi, en Okinawa, Japón, nació el primer ejemplar en cautiverio.

## Migración
Dada la naturaleza dispersa de su principal alimento, es bastante probable que emigre, pero se desconoce a dónde y cuándo, y actualmente se está estudiando, marcando algunos individuos  por telemetría acústica  y marcas satelitales en diversas localidades. 

## Depredadores
Además del ser humano, sus depredadores suelen ser los tiburones que habitan en aguas templadas, como es el tiburón tigre, y a veces también son cazadas por orcas.

## Historia
Existen leyendas de pescadores que han sido rescatados por mantas, pero no hay registros de que sea cierto. Por otro lado, algunos ejemplares se han acostumbrado a la presencia de los seres humanos, facilitando así su estudio y preservación en el medio ambiente.